# Giải bi đá trên băng vô địch châu Âu
Giải bi đá trên băng vô địch châu Âu là giải thi đấu bi đá trên băng hàng năm tổ chức ở châu Âu giữa các quốc gia châu Âu với nhau. Giải bi đá trên băng vô địch châu Âu thường được tổ chức từ đầu đến giữa tháng 12. Giải cũng đóng vai trò lựa chọn quốc gia tham dự giải vô địch thế giới, 8 quốc gia đầu tiên sẽ được chọn.
Tháng 11 năm 1974, giải đấu gồm 6 quốc gia đã được tổ chức ở Zürich, Thụy Sĩ bao gồm Thụy Sĩ, Thụy Điển, Đức, Pháp, Ý, và Na Uy. Tháng 3 năm 1975, giải đấu được quyết định sẽ tổ chức vào tháng 12. Tại cuộc họp bán thường niên ở Gävle, Thụy Điển vào tháng 4 năm 2004, một giải đấu mới được thành lập mang tên Giải bi đá trên băng phối hợp vô địch châu Âu.

## Đội vô địch
| Năm  | Nam              | Nam                                                                                   | Nữ               | Nữ                                                                                                 | Chủ nhà                     |
| Năm  | Quốc gia vô địch | Đội vô địch                                                                           | Quốc gia vô địch | Đội vô địch                                                                                        | Chủ nhà                     |
| ---- | ---------------- | ------------------------------------------------------------------------------------- | ---------------- | -------------------------------------------------------------------------------------------------- | --------------------------- |
| 1975 | Na Uy            | Knut Bjaanaes, Sven Kroken, Helmer Strømbo, Kjell Ulrichsen                           | Scotland         | Betty Law, Jessie Whiteford, Beth Lindsay, Isobel Ross                                             | Megève, Pháp                |
| 1976 | Thụy Sĩ          | Peter Attinger, Jr., Bernhard Attinger, Mattias Neuenschwander, Rüdi Attinger         | Thụy Điển        | Elisabeth Branäs, Elisabeth Högström, Eva Rosenhed, Anne-Marie Ericsson                            | Tây Berlin, Tây Đức         |
| 1977 | Thụy Điển        | Ragnar Kamp, Björn Rudström, Håkan Rudström, Christer Mårtensson                      | Thụy Điển        | Elisabeth Branäs, Eva Rosenhed, Britt-Marie Ericson, Anne-Marie Ericsson                           | Oslo, Na Uy                 |
| 1978 | Thụy Sĩ          | Jürg Tanner, Jürg Hornisberger, Franz Tanner, Patrik Lörtscher                        | Thụy Điển        | Inga Arfwidsson, Barbro Arfwidsson, Ingrid Appelquist, Gunvor Björhäll                             | Aviemore, Scotland          |
| 1979 | Scotland         | Jimmy Waddell, Willie Frame, Jim Forrest, George Bryan                                | Thụy Sĩ          | Gaby Casanova, Betty Bourquin, Linda Thommen, Rosi Manger                                          | Varese, Ý                   |
| 1980 | Scotland         | Barton Henderson, Greig Henderson, Bill Henderson, Alistair Sinclair                  | Thụy Điển        | Elisabeth Högström, Carina Olsson, Birgitta Sewik, Karin Sjögren                                   | Copenhagen, Đan Mạch        |
| 1981 | Thụy Sĩ          | Jürg Tanner, Jürg Hornisberger, Patrik Lörtscher, Franz Tanner                        | Thụy Sĩ          | Susan Schlapbach, Irene Bürgi, Ursula Schlapbach, Katrin Peterhans                                 | Grindelwald, Thụy Sĩ        |
| 1982 | Scotland         | Mike Hay, David Hay, David Smith, Russell Keiller                                     | Thụy Điển        | Elisabeth Högström, Katarina Hultling, Birgitta Sewik, Karin Sjögren                               | Kirkcaldy, Scotland         |
| 1983 | Thụy Sĩ          | Amédéé Biner, Walter Bielser, Alex Aufdenblatten, Alfred Paci                         | Thụy Điển        | Elisabeth Högström, Katarina Hultling, Birgitta Sewik, Karin Sjögren                               | Västerås, Thụy Điển         |
| 1984 | Thụy Sĩ          | Peter Attinger, Jr., Bernhard Attinger, Werner Attinger, Kurt Attinger                | Tây Đức          | Almut Hege, Josefine Einsle, Suzanne Koch, Petra Tschetsch                                         | Morzine, Pháp               |
| 1985 | Tây Đức          | Rodger Gustaf Schmidt, Wolfgang Burba, Johnny Jahr, Hans-Joachim Burba                | Thụy Sĩ          | Jaqueline Landolt, Christine Krieg, Marianne Uhlmann, Silvia Benoit                                | Grindelwald, Thụy Sĩ        |
| 1986 | Thụy Sĩ          | Felix Luchsinger, Thomas Grendelmeier, Daniel Steiff, Fritz Luchsinger                | Tây Đức          | Andrea Schöpp, Almut Hege, Monika Wagner, Elinore Schöpp                                           | Copenhagen, Đan Mạch        |
| 1987 | Thụy Điển        | Thomas Norgren, Jan Strandlund, Lars Strandqvist, Lars Engblom, Olle Håkansson        | Tây Đức          | Andrea Schöpp, Almut Hege, Monika Wagner, Suzanne Fink                                             | Oberstdorf, Tây Đức         |
| 1988 | Scotland         | David Smith, Mike Hay, Peter Smith, David Hay                                         | Thụy Điển        | Elisabeth Högström, Anette Norberg, Monika Jansson, Marie Henriksson                               | Perth, Scotland             |
| 1989 | Scotland         | Hammy McMillan, Norman Brown, Hugh Aitken, Jim Cannon                                 | Tây Đức          | Andrea Schöpp, Monika Wagner, Christina Haller, Heike Wieländer                                    | Engelberg, Thụy Sĩ          |
| 1990 | Thụy Điển        | Mikael Hasselborg, Hans Nordin, Lars Vågberg, Stefan Hasselborg                       | Na Uy            | Dordi Nordby, Hanne Pettersen, Mette Halvorsen, Anne Jøtun                                         | Lillehammer, Na Uy          |
| 1991 | Đức              | Roland Jentsch, Uli Sutor, Charlie Kapp, Alexander Huchel, Uli Kapp                   | Đức              | Andrea Schöpp, Stephanie Mayer, Monika Wagner, Sabine Huth                                         | Chamonix, Pháp              |
| 1992 | Đức              | Andy Kapp, Uli Kapp, Michael Schäffer, Oliver Axnick, Holger Höhne                    | Thụy Điển        | Elisabet Johansson, Katarina Nyberg, Louise Marmont, Elisabeth Persson                             | Perth, Scotland             |
| 1993 | Na Uy            | Eigil Ramsfjell, Sjur Loen, Dagfinn Loen, Niclas Järund, Espen de Lange               | Thụy Điển        | Elisabet Johansson, Katarina Nyberg, Louise Marmont, Elisabeth Persson, Eva Eriksson               | Leukerbad, Thụy Sĩ          |
| 1994 | Scotland         | Hammy McMillan, Norman Brown, Mike Hay, Roger McIntyre, Gordon Muirhead               | Đan Mạch         | Helena Blach Lavrsen, Dorthe Holm, Margit Pörtner, Helene Jensen, Lisa Richardson                  | Sundsvall, Thụy Điển        |
| 1995 | Scotland         | Hammy McMillan, Norman Brown, Mike Hay, Roger McIntyre, Brian Binnie                  | Đức              | Andrea Schöpp, Monika Wagner, Natalie Neßler, Carina Meidele, Heike Wieländer                      | Grindelwald, Thụy Sĩ        |
| 1996 | Scotland         | Hammy McMillan, Norman Brown, Mike Hay, Brian Binnie, Peter Loudon                    | Thụy Sĩ          | Mirjam Ott, Marianne Flotron, Franziska von Känel, Caroline Balz, Annina von Planta                | Copenhagen, Đan Mạch        |
| 1997 | Đức              | Andy Kapp, Uli Kapp, Oliver Axnick, Holger Höhne, Michael Schäffer                    | Thụy Điển        | Elisabet Gustafson, Katarina Nyberg, Louise Marmont, Elisabeth Persson, Margaretha Lindahl         | Füssen, Đức                 |
| 1998 | Thụy Điển        | Peja Lindholm, Tomas Nordin, Magnus Swartling, Peter Narup, Joakim Carlsson           | Đức              | Andrea Schöpp, Natalie Neßler, Heike Wieländer, Jane Boake-Cope, Andrea Stock                      | Flims, Thụy Sĩ              |
| 1999 | Scotland         | Hammy McMillan, Warwick Smith, Ewan MacDonald, Peter Loudon, James Dryburgh           | Na Uy            | Dordi Nordby, Hanne Woods, Marianne Aspelin, Cecilie Torhaug                                       | Chamonix, Pháp              |
| 2000 | Phần Lan         | Markku Uusipaavalniemi, Wille Mäkelä, Tommi Häti, Jari Laukkanen, Pekka Saarelainen   | Thụy Điển        | Elisabet Gustafson, Katarina Nyberg, Louise Marmont, Elisabeth Persson, Christina Bertrup          | Oberstdorf, Đức             |
| 2001 | Thụy Điển        | Peja Lindholm, Tomas Nordin, Magnus Swartling, Peter Narup, Anders Kraupp             | Thụy Điển        | Anette Norberg, Cathrine Norberg, Eva Lund, Maria Hasselborg, Anna Rindeskog                       | Vierumäki, Phần Lan         |
| 2002 | Đức              | Sebastian Stock, Daniel Herberg, Stephan Knoll, Markus Messenzehl, Patrick Hoffman    | Thụy Điển        | Anette Norberg, Cathrine Norberg, Eva Lund, Helena Lingham, Maria Hasselborg                       | Grindelwald, Thụy Sĩ        |
| 2003 | Scotland         | David Murdoch, Craig Wilson, Neil Murdoch, Euan Byers, Ronald Brewster                | Thụy Điển        | Anette Norberg, Eva Lund, Cathrine Norberg, Anna Bergström, Maria Prytz                            | Courmayeur, Ý               |
| 2004 | Đức              | Sebastian Stock, Daniel Herberg, Stephan Knoll, Markus Messenzehl, Patrick Hoffman    | Thụy Điển        | Anette Norberg, Eva Lund, Cathrine Norberg, Anna Bergström, Ulrika Bergman                         | Sofia, Bulgaria             |
| 2005 | Na Uy            | Pål Trulsen, Lars Vågberg, Flemming Davanger, Bent Ånund Ramsfjell, Torger Nergård    | Thụy Điển        | Anette Norberg, Eva Lund, Cathrine Lindahl, Anna Bergström, Ulrika Bergman                         | Garmisch-Partenkirchen, Đức |
| 2006 | Thụy Sĩ          | Andi Schwaller, Ralph Stöckli, Thomas Lips, Damian Grichting                          | Nga              | Ludmila Privivkova, Olga Jarkova, Nkeirouka Ezekh, Ekaterina Galkina                               | Basel, Thụy Sĩ              |
| 2007 | Scotland         | David Murdoch, Graeme Connal, Peter Smith, Euan Byers, David Hay                      | Thụy Điển        | Anette Norberg, Eva Lund, Cathrine Lindahl, Anna Svärd, Maria Prytz                                | Füssen, Đức                 |
| 2008 | Scotland         | David Murdoch, Ewan MacDonald, Peter Smith, Euan Byers, Graeme Connal                 | Thụy Sĩ          | Mirjam Ott, Carmen Schäfer, Valeria Spälty, Janine Greiner, Carmen Küng                            | Örnsköldsvik, Thụy Điển     |
| 2009 | Thụy Điển        | Niklas Edin, Sebastian Kraupp, Fredrik Lindberg, Viktor Kjäll, Oskar Eriksson         | Đức              | Andrea Schöpp, Monika Wagner, Melanie Robillard, Stella Heiss, Corinna Scholz                      | Aberdeen, Scotland          |
| 2010 | Na Uy            | Thomas Ulsrud, Torger Nergård, Christoffer Svae, Håvard Vad Petersson, Markus Høiberg | Thụy Điển        | Stina Viktorsson, Christina Bertrup, Maria Wennerström, Margaretha Sigfridsson, Agnes Knochenhauer | Champéry, Thụy Sĩ           |
| 2011 | Na Uy            | Thomas Ulsrud, Torger Nergård, Christoffer Svae, Håvard Vad Petersson, Thomas Løvold  | Scotland         | Eve Muirhead, Anna Sloan, Vicki Adams, Claire Hamilton, Kay Adams                                  | Moskva, Nga                 |
| 2012 | Thụy Điển        | Niklas Edin, Sebastian Kraupp, Fredrik Lindberg, Viktor Kjäll, Oskar Eriksson         | Nga              | Anna Sidorova, Liudmila Privivkova, Margarita Fomina, Ekaterina Galkina, Nkeiruka Ezekh            | Karlstad, Thụy Điển         |
| 2013 | Thụy Sĩ          | Sven Michel, Claudio Pätz, Sandro Trolliet, Simon Gempeler, Benoît Schwarz            | Thụy Điển        | Margaretha Sigfridsson, Maria Prytz, Christina Bertrup, Maria Wennerström, Agnes Knochenhauer      | Stavanger, Na Uy            |
| 2014 | Thụy Điển        | Niklas Edin, Oskar Eriksson, Kristian Lindström, Christoffer Sundgren, Henrik Leek    | Thụy Sĩ          | Binia Feltscher, Irene Schori, Franziska Kaufmann, Christine Urech, Carole Howald                  | Champéry, Thụy Sĩ           |
| 2015 | Thụy Điển        | Niklas Edin, Oskar Eriksson, Kristian Lindström, Christoffer Sundgren, Henrik Leek    | Nga              | Anna Sidorova, Margarita Fomina, Alexandra Raeva, Nkeirouka Ezekh, Anna Kovaleva                   | Esbjerg, Đan Mạch           |
| 2016 | Thụy Điển        | Niklas Edin, Oskar Eriksson, Rasmus Wranå, Christoffer Sundgren, Henrik Leek          | Nga              | Victoria Moiseeva, Uliana Vasileva, Galina Arsenkina, Julia Portunova, Julia Guzieva               | Renfrewshire, Scotland      |
| 2017 | Thụy Điển        | Niklas Edin, Oskar Eriksson, Rasmus Wranå, Christoffer Sundgren, Henrik Leek          | Scotland         | Eve Muirhead, Anna Sloan, Vicki Adams, Lauren Gray, Kelly Schafer                                  | St. Gallen, Thụy Sĩ         |
| 2018 |                  |                                                                                       |                  | | Tallinn, Estonia            |

## Bảng tổng sắp huy chương
Tính đến kết thúc Giải bi đá trên băng vô địch châu Âu 2017.
| 1    | Scotland     | 12 | 7  | 7  | 26  |
| 2    | Thụy Điển    | 11 | 13 | 5  | 29  |
| 3    | Thụy Sĩ      | 8  | 5  | 11 | 24  |
| 4    | Đức          | 6  | 1  | 3  | 10  |
| 5    | Na Uy        | 5  | 12 | 11 | 28  |
| 6    | Phần Lan     | 1  | 0  | 2  | 3   |
| 7    | Đan Mạch     | 0  | 5  | 5  | 10  |
| 8    | Cộng hòa Séc | 0  | 0  | 1  | 1   |
| 8    | Ý            | 0  | 0  | 1  | 1   |
| Tổng | Tổng         | 43 | 43 | 46 | 132 |

| 1    | Thụy Điển | 19 | 11 | 4  | 33  |
| 2    | Đức       | 8  | 1  | 4  | 13  |
| 3    | Thụy Sĩ   | 6  | 9  | 12 | 27  |
| 4    | Nga       | 4  | 1  | 1  | 6   |
| 5    | Scotland  | 3  | 11 | 7  | 21  |
| 6    | Na Uy     | 2  | 4  | 7  | 13  |
| 7    | Đan Mạch  | 1  | 3  | 8  | 12  |
| 8    | Ý         | 0  | 2  | 1  | 3   |
| 9    | Pháp      | 0  | 1  | 0  | 1   |
| 10   | Anh       | 0  | 0  | 1  | 1   |
| 10   | Phần Lan  | 0  | 0  | 1  | 1   |
| Tổng | Tổng      | 43 | 43 | 46 | 132 |